# Chiesa di Santa Margherita Vergine e Martire (Canaro)
La chiesa di Santa Margherita è un edificio religioso sito a Garofolo, frazione del comune di Canaro, in provincia di Rovigo, posto nel medio Polesine; sede parrocchiale, nella suddivisione territoriale della chiesa cattolica è collocata nel vicariato di Stienta, a sua volta parte della diocesi di Adria-Rovigo.
La chiesa, dedicata a santa Margherita, la santa martire del III secolo patrona delle partorienti, venne edificata tra la fine del XVI e l'inizio del XVII secolo in sostituzione della precedente, di due secoli anteriore, distrutta nel 1567 dalla rotta del vicino fiume Po.

## Storia
La notizia della costruzione dell'originale chiesa, con la precisa indicazione della posa della prima pietra in data 5 marzo 1289 e fin dall'inizio con la dedicazione a Margherita di Antiochia, per la religione cattolica santa martirizzata ancora fanciulla nel III secolo, è nota perché citata nel Codex Adrianus.
Successive informazioni si ritrovano su iniziativa di Gian Pietro Ferretto, nella fonte BeWeb citato come G. B. Ferretti, vicario generale del vescovo dell'allora diocesi di Adria Giovanni Domenico de Cupis, all'inizio della stesura del suo Memorabilia episcopatus Hadriensis datata 1536, dove l'autore afferma che a quella data la chiesa era elevata a sede parrocchiale, integrate dal resoconto dalla successiva visita pastorale del vicario Zerbinati del 1547, che la descrisse fornita di quattro altari.
Nel 1567 la rotta del vicino fiume Po provocò un'alluvione del territorio che minò gravemente la solidità strutturale dell'edificio, tanto da decidere, grazie anche all'intervento di Alessandro Foschetti, di abbattere e ricostruire totalmente tutto il complesso parrocchiale, lavori che tuttavia non iniziarono che nel 1595. Questi si protrassero fino all'inizio del XVII secolo, come si evince dal resoconto della visita del 1603 del vicario monsignor Peroto, che, nonostante ancora allagata e in disordine, la descrisse come fabbricato nuovissimo, con orientamento Est-Ovest e facciata rivolta ad oriente, dotata al suo interno di tre altari, oltre al maggiore, dedicati a san Rosario e a santa Margherita, e del coro.
Della struttura era parte anche un campanile, modesto in altezza tanto che, nel 1648, il vescovo Giovanni Paolo Savio suggeriva di innalzarlo in quanto ritenuto "troppo meschino", tuttavia la sua riqualificazione non fu immediata e solo nella visita del 1790 il vescovo Arnaldo Speroni degli Alvarotti troverà un nuovo campanile, indicato come bello e slanciato. In quell'occasione la relazione informa anche dell'incremento da tre a cinque altari.
I primi importanti interventi di ristrutturazione della chiesa risalgono alla seconda parte del XIX secolo. Iniziati nel 1863, i primi lavori di manutenzione non riuscirono ad evitare, giudicato pericolante, la chiusura al culto dell'edificio nel 1873. Circa trent'anni più tardi, nel 1904, si provvide a eseguire lavori di restauro che interessarono, tra l'altro, la ricostruzione dei soffitti e il ripasso del coperto.
Del 1925 sono gli ultimi significativi interventi di consolidamento, promossi dall'allora parroco don Luigi Pelà, che grazie alla raccolta di fondi da parte dei fedeli e al contributo del comune di Canaro permisero la ricostruzione delle due navate laterali e il rialzo di quella centrale, e in quell'occasione venne inoltre eretto un nuovo campanile in stile neogotico. Don Carlo Gianni che gli successe alla guida spirituale della parrocchia, avviò nella seconda metà degli anni trenta un'ulteriore opera di ristrutturazione, ricostruendo la facciata in stile neogotico, portandone così l'aspetto dell'edificio a quello attuale, e intervenendo al suo interno su presbiterio e coro. Il campanile non sopravvisse alle vicende belliche della Seconda guerra mondiale, distrutto il 23 aprile 1945 nell'ambito dei bombardamenti dovute alle incursioni aeree da parte delle forze aeree angloamericane su obiettivi della Repubblica Sociale Italiana.